# Xanton-Chassenon
Xanton-Chassenon település Franciaországban, Vendée megyében. Lakosainak száma 743 fő (2022. január 1.). Xanton-Chassenon Fontenay-le-Comte, Foussais-Payré, Saint-Hilaire-des-Loges, Saint-Martin-de-Fraigneau, Saint-Michel-le-Cloucq, Saint-Pierre-le-Vieux és Rives-d’Autise községekkel határos.

## Népesség
A település népessége az elmúlt években az alábbi módon változott:
| Lakosok száma | 726  | 724  | 741  | 729  | 731  | 732  | 733  | 740  | 743  |
|               | 2013 | 2015 | 2016 | 2017 | 2018 | 2019 | 2020 | 2021 | 2022 |